# Psychotria kochii
Psychotria kochii är en måreväxtart som beskrevs av Theodoric Valeton. Psychotria kochii ingår i släktet Psychotria och familjen måreväxter. Inga underarter finns listade i Catalogue of Life.